# Salouël
 Salouël  es una población y comuna francesa, en la región de Picardía, departamento de Somme, en el distrito de Amiens y cantón de Boves.

## Demografía
| 1193 | 2004 | 2788 | 3061 | 3679 | 4162 |
| Para los censos de 1962 a 1999 la población legal corresponde a la población sin duplicidades (Fuente: INSEE [Consultar]) |      |      |      |      |      |